# Saison 2 des Zinzins de l'espace
Chronologie
Saison 1
Cet article présente les épisodes de la deuxième saison de la série télévisée Les Zinzins de l'espace.

## Épisode 1:Cochon dingue
- France : 3 septembre 2005 sur France 3

Alors que Candy cire son parquet, Bud passe en cachant une mystérieuse boîte. Candy est intrigué lorsque Bud lui propose de faire le ménage, il commence à le fouiller mais ce dernier le berne et fonce vers sa chambre. Il se heurte à Gorgious qui regarde la télé et celui-ci est surpris que Bud n'ait « pas trop envie de regarder la télé ». Finalement Etno, Gorgious et Candy décident de percer son secret. Ils découvrent avec stupeur que la mystérieuse boîte ne contenait qu'un cochon d'inde qui selon Candy « n’est qu'un truc à faire des saletés partout », pour Gorgious « un repas », et pour Etno un parfait « Cobaye ». Bud lui, l'a nommé « Jean-Jacques » et veut que son cobaye ne serve à personne. Le « gentil Jean-Jacques » se révèle doué de paroles et essaye vainement de s’échapper.
Mais il se fait capturer par Etno qui veut l’utiliser afin de tester sa fusée. Jean-Jacques voit enfin l'occasion de mettre son « plan diabolique » en marche. Il bricole la fusée mais se fait remarquer par les aliens et révèle qu'il s'est échappé d'un centre de recherches où des expériences chimiques ont fait que son QI a fortement augmenté et qu'il est spécialisé dans les fusées. Voyant un moyen de rentrer chez eux, Bud, Candy et Gorgious délaissent Etno jusqu'au moment où des agents de l'ONU les informe que Jean-Jacques (qu'ils recherchent) est en réalité un évadé d'un asile de savants fous et qu'il peut construire une bombe atomique à partir d'un simple aspirateur (ce qui alerte les Zinzins parce que Candy lui a donné le sien). Le cochon d'Inde parvient à lancer sa bombe mais elle n'explose pas car Etno a volé un boulon. Jean-Jacques est emmené par les services de l'ONU qui décident de le cryogéniser.

## Épisode 3:Gravité Zéro
Etno vient de finir sa fusée, qui n'est d'autre que leur fameuse habitation, Etno ayant créé les réacteurs sous leur maison. Alors qu'ils s'échappent de l'atmosphère terrestre, un défaut technique dû au pilote automatique fait écraser le vaisseau sur la Lune. Pensant ne pas être dérangés puisque la Lune n'est pas habitée d'humains, un astronaute vient sonner à leur porte. Celui-ci prévient alors les Zinzins sur le fait que la Lune serait fausse à la suite d'expériences passées qui l'aurait faite exploser, ce qui les laisse hilares. Peu de temps après, Etno croyant avoir réparé leur vaisseau, tente une nouvelle fois de faire démarrer l'engin spatial mais celui-ci ne décolle pas. Il comprend que le problème vient du démarreur. 

## Épisode 4:Macho Kung-fu
Etno remarque que Gorgious enlève les planches de la maison afin de s'entraîner au kung-fu. Le locataire n'est autre que l'idole de Gorgious : Steve Wong. Gorgious se transforme et veut être formé par le « roi du kung-fu » mais il découvre avec stupeur que Steve préfère la danse classique aux films violents. Candy se met aussitôt à le draguer mais Gorgious ne veut pas que sa star se ramollisse.
Steve Wong, à bout de nerfs, avoue que la véritable star n'est autre que Phil, sa doublure. Gorgious se propose pour le remplacer dans un film, où il se fait massacrer par les ninjas. Hélas, Phil réapparaît et Steve laisse Gorgious et Candy.

## Épisode 5:Les Envahisseurs
Etno a construit une nouvelle fusée : celle-ci ne démarrera que dans 66 000 secondes, les Zinzins ont largement le temps de préparer leurs bagages. Hélas, leurs nouveaux voisins sonnent et se présentent : Bob le père, bon vivant ;  Missie sa femme, accro à la décoration ; Bob Junior, le fils insupportable et enfin Viola la fille aussi sympathique qu'une tombe. Au premier abord, les voisins sont plutôt agréables et les Zinzins décident de venir à leur barbecue (il leur reste environ 48 000 secondes).
Bud attire les soupçons des enfants en leur parlant de leur soucoupe, et Bob se révèle être un chasseur d'aliens. Bob Jr. et Viola promettent de garder le silence sur leur identité si les aliens leur font faire un tour en soucoupe (plus que 22 700 secondes).

## Épisode 7:Space micmac
Un jour d'orage, Etno regarde à la télé Inspecteur Derrick mais il est vite interrompu par Bud, Gorgious et Candy qui veulent regarder la série Space cruiser (prononcée Space crouser), Etno accepte à contrecœur et découvre que cette série met en scène deux chasseurs d'aliens : Serguei et Ingrid. Hélas, un éclair frappe l'antenne et fait sauter les plombs. Etno descend pour aller réparer les fusibles, pendant que Gorgious en profite pour taquiner Candy.

## Épisode 8:Madame Zelza
Candy, qui est très superstitieux, apprend qu'il va bientôt se marier grâce à l'horoscope d'une voyante nommée Madame Zelza. Celle-ci n'est autre que le nouveau locataire de cet épisode. Candy étant très pressé, Etno décide de l'accompagner bien qu'il ne croit absolument pas aux voyantes. En effet, Madame Zelza leur annonce un mariage, mais aussi une malédiction qui leur rendra la vie difficile jusqu'à ce qu'ils payent 5 000 euros. Le lendemain, l'aspirateur de Candy ne marche plus, Gorgious est malade et le show de Bud est supprimé : Madame Zelza lève la « malédiction » et exauce leurs désirs.

## Épisode 9:Divan le terrible
Alors que Bud, Etno et Gorgious sont en train de regarder la télé, Candy coupe brusquement le courant afin de répéter les règles d'hygiène. Gorgious aussitôt se dispute avec Candy. Ils sont interrompus par l'arrivée du nouveau locataire qui n'est autre qu'un psychanalyste. Etno décide de connaître la méthode du psy en envoyant Candy. Malheureusement, après la séance, Candy ne fait plus le ménage, a un mauvais caractère et commence à écrire des romans.
Furieux, Gorgious s'apprête à massacrer Candy s'il ne se remet à pas à faire la cuisine, mais il se fait rabrouer par ce dernier qui lui dit simplement : « Tu ne penses pas que c'est toi qui as un problème à être toujours aussi agressif ? » et « Quel est ce manque que tu essaies de combler en t'empiffrant ? » Hanté par ces paroles, Gorgious va à son tour consulter le docteur Sigmund. 

## Épisode 14:La poupée qui fait boum
Etno a construit une nouvelle fusée, les Zinzins sont sur le point de partir lorsqu'un nouveau locataire arrive. C'est une poupée crash-test chargée de tester la sécurité de la maison des Zinzins. Son rôle est de tester la dangerosité de n'importe quel objet, surface. Pour ce faire, il s'y cogne volontairement, et y inscrit une croix si jamais il ressent quelque douleur. La maison se retrouve alors parsemée de croix tracées d'une craie blanche. Etno, Gorgious et Candy sont sur le point de partir, lorsque soudain Bud, admiratif envers les prouesses de la poupée, décide en cachette de la rejoindre pour ses expériences. Les trois autres Zinzins tentent de se débarrasser de la poupée en lui faisant faire un test de dangerosité d'un camion poubelle, sauf que c'est Bud qui s'est fait écraser à sa place. Candy tente à son tour de séduire la poupée sous la forme d'une poupée crash-test féminine (par le SMTV) afin de l'expédier par avion, mais le pantin une fois dedans en saute pour un crash test.

## Épisode 16:Champion du monde
Etno remarque qu'une fusée est à vendre à très bon marché, mais hélas, les Zinzins sont ruinés. C'est alors qu'une équipe de basket-ball décide de s'entraîner dans leur maison et l'un joueur est blessé pendant l'entraînement. La mascotte rassure l'entraîneur désespéré qu'avec leurs fortune l'équipe peut acheter n'importe quel joueur et les Zinzins y voient un moyen de gagner de l'argent. Bud est envoyé comme remplaçant et se révèle être un excellent attaquant par sa maladresse mais blesse un autre joueur. Gorgious est le second, mais il se met à dos avec la mascotte en se montrant un meilleur défenseur que lui. En voulant lui envoyer le ballon, il blesse un joueur. Candy est le suivant, mais il ne fait que draguer la mascotte et de cirer le terrain, ce qui va provoquer un autre joueur blessé. C'est le tour d'Etno mais celui-ci confond le football américain et le basketball, résultat : le dernier joueur est blessé. 

## Épisode 19:Un cousin qui vous veut du bien
Un bandit galactique s'écrase sur la maison des Zinzins. Celui-ci se nomme Walter et s'avère être le cousin de Candy, mystérieux et brutal, il commence à imposer sa loi chez les aliens.

## Épisode 20:Qui est qui?
Alors que Candy peint le grenier, Gorgious se coupe les ongles de doigts de pieds et que Bud regarde l'épisode, Etno a mis au point un DRS (Dématérialiseur-Rematérialisateur Spatiotemporel, autrement dit un système de téléportation) afin de rentrer chez eux, mais devant le scepticisme de ses amis, Etno décide de se proposer comme cobaye, hélas un ongle de doigt de pied de Gorgious fait buguer la machine, et les ennuis commencent.

## Épisode 24:Manga mania
Au moment où Candy présente au reste du groupe une machine consistant à recycler les déchets par compression, la star du manga, Panda Manga, se cache chez les Zinzins. Candy le trouve adorable, Bud est fan, et Etno est ravi de protéger une espèce en voie de disparition. Seul Gorgious semble dérangé par sa présence. 
Énervé du fait que son pâté soit pourri parce que ses amis ont rempli le frigo de bambou en laissant la porte ouverte, il le défie dans un duel de kung fu. Après une victoire écrasante, Panda Manga commence à se montrer désagréable envers Candy et Etno. 
Ces derniers décident d'expulser leur locataire sous les traits de ses pires ennemis : Candy, dans la peau de Pikuchupa, attaque le premier avec ses bullines de savonnasse et ses super serpillières volantes; cependant, Panda Manga, après avoir bloqué les bullines et paré les serpillières, le coince en lui lançant des hyper méga bambous volants. Etno, sous l'apparence de limasu, lui tire des giga boules gluantes, que Panda Manga esquive avant de l'envoyer s'écraser contre un mur avec le cri qui rend idiot. C'est alors que Gorgious, sous les traits de Gros Bourru, le met dos au mur avec l'haleine putride; mais Panda Manga tient bon et met fin au combat d'un coup d'énergiboule. 

## Épisode 27:Abracadabrantesque!
Candy remarque que le grenier est rempli de 200 000 colombes et Gorgious se réveille avec 30 000 lapins au pied : le locataire cette fois n'est autre qu'un magicien accompagné de son brutal assistant Roger déguisé en lapin. Devant l'incroyable efficacité de la baguette, les Zinzins décident de la voler afin de l'utiliser pour rentrer chez eux. Ils se présentent pour faire partie de sa troupe et se font massacrer par Roger qui veille.

## Épisode 30:Une froide intelligence
Etno a construit une nouvelle fusée high-tech grâce à une invention qui multiplie le QI. Mais Bud gèle accidentellement leur maison et afin de survivre au froid, ils décident de se transformer en pingouins. Arrive alors le nouveau locataire, c'est un scientifique qui veut prouver l'intelligence des pingouins avec Manu sa mascotte (qui est un pingouin). Le scientifique se rend compte que Manu est stupide et le délaisse.
Quand Manu devient intelligent, il dit que le pingouin appartient à la famille des alcidés ce qui est juste mais son apparence ainsi que celles des Zinzins est proche du manchot.

## Épisode 37:Les Zinzins à l'école
Un bruit horrible retentit dans la maison des Zinzins, ces derniers remarquent que le nouveau locataire n'est autre qu'une maîtresse. Etno, Candy et Gorgious voient en cette école un moyen de faire décoller Bud de sa télé.

## Épisode 38:La maison se rebiffe
Gorgious, Candy et Bud remarquent à leurs dépens que la maison est entièrement automatisée. Etno s'explique : alors que nos trois amis dormaient, il a réussi à automatiser toute la maison en branchant tout son système sur une patate nommée « ALENA ».
Candy déprime car ALENA se charge entièrement du ménage à sa place, Bud se voit contraint de regarder des "émissions intelligentes" au lieu de ses programmes habituels et Gorgious remarque qu'ALENA bloque la porte du frigo afin qu'il perde du poids. Furieux, il débranche la patate ce qui provoque un court circuit rendant ALENA rebelle et agressive. Elle commence à persécuter les Zinzins, mais ils réussissent à lui échapper.

## Épisode 39:OVNI
Alors que les Zinzins mènent une vie paisible, de nouveaux locataires arrivent. Ces derniers s'avèrent impatients de rencontrer des aliens, une aubaine pour les Zinzins qui se montrent sous leur véritable forme.
Au début tout se passe bien, mais au fil des jours l'ambiance se détériore. Gorgious essaye sans cesse de manger les enfants, Etno se dispute avec le père — à propos d'une parabole destinée à appeler les secours extraterrestre — et la mère se fâche avec Candy à propos de cuisine. Les Zinzins fabriquent une fausse fusée afin de les tromper mais Stéréo, revenu chercher ses amis aliens, est joué par le stratagème et embarque les humains.

## Épisode 40:Invisibles Zinzins
Les Zinzins sont sans cesse harcelés à longueur de journée par un agent immobilier qui souhaite acheter leur maison à n'importe quel prix. Pour y remédier,
Etno confectionne une pommade qui permet de devenir invisible. Au début, c'est super : Candy peut aller faire du shopping tout en restant lui-même, et Gorgious peut regarder Candy sous la douche sans se faire repérer. Quand Gorgious parvient à faire partir l'agent immobilier en prétendant qu'il aura la maison le lendemain, les Zinzins recouvrent la maison de cette même pommade si bien que l'agent immobilier pense que les habitants de la maison sont partis en l'emportant avec eux. Mais alors qu'ils pensaient en être enfin débarrassé, les Zinzins découvrent que l'agent voulait racheter le terrain de la maison pour y construire un parking de 5000 places sur 17 étages et une piscine olympique à la place. Ils enlèvent aussitôt la pommade induite sur la maison pour la mettre sur le parking qui disparaît le lendemain; ainsi l'associé de l'agent immobilier pense avoir été dupé et détruit le chèque qu'il devait lui remettre ainsi que sa voiture. Désespéré, l'agent immobilier renonce à son projet et repart tandis que les Zinzins décident de redevenir visibles.

## Épisode 41:Il faut sauver Gorgious
Gorgious se réveille avec un bouton sur le front : il est mis tout de suite en quarantaine. Etno est formel : la maladie de Gorgious n'est pas contagieuse mais est difficile à guérir. Etno, grâce au SMTV, se miniaturise et entre dans le bouton. Bud assurera la liaison entre eux tandis que Candy commence à faire les 4 volontés de Gorgious. Etno, après un rude parcours, parvient à capturer le microbe, ce qui fait disparaître le bouton de Gorgious, celui-ci s'en aperçoit et en fabrique un faux avec du tartre. Bud écoute de la radio au lieu d'aider Etno à trouver le chemin du retour. Candy s'aperçoit de la supercherie et décide de faire à Gorgious une fausse série de tests médicaux, Gorgious, à bout de nerfs, enlève son faux bouton. Etno revient, mais Bud par sa bêtise, libère le microbe qui s'enfuit sévir parmi les humains après l'avoir contaminé avec Candy et Etno.

## Épisode 42:L'île aux singes
Les Zinzins sont dans une énième fusée en discutant sur le strict minimum s'ils étaient sur une île déserte. Leur projet se réalise lorsqu'ils s'échouent sur une île après un orage.
Ils construisent une maison tandis que Gorgious maltraite un bébé gorille, ce dernier rapplique avec ses parents et détruisent la maison.
Les Zinzins décident de se transformer en singes afin d'être acceptés par la tribu. Hélas leur vaisseau est volé par les gorilles et les Zinzins découvrent qu'en fait ils sont dans un zoo.

## Épisode 43:Bienvenue!
Etno annonce pour une énième fois que sa fusée est prête, mais à la grande surprise de Bud, Gorgious et Candy, la fusée marche parfaitement.
Durant le retour, il se remémorent les locataires qu'ils ont eu en outre : Madame Zelza, le fils prodige et sa mère dans Fils à maman, la poupée crash-test dans La poupée qui fait boum et le colonel de la légion dans Marche à l'ombre.
Cet épisode marque un tournant dans la série : en effet, pour la première fois depuis le tout début, les Zinzins parviennent à retourner sur leur planète sans la moindre encombre.

## Épisode 44:Docteur Artichaut et Mister Candy
Le locataire précédent, le docteur Jekyll, a laissé un flacon contenant un liquide. Etno veut un volontaire pour la goûter. Candy accepte à contrecœur et avoue que la potion a un petit goût d'artichaut. La nuit même, Candy se transforme en un monstre géant en forme d'artichaut qui ravage toute la maison.
Le lendemain, les Zinzins, en voyant leur maison dans un état pitoyable, décident de poser un piège devant leur maison.
Le jour suivant, le piège a été démonté. Etno remarque que la créature a laissé des poils dégageant une odeur d'artichaut. Candy est désigné comme appât. La nuit, il se métamorphose sous les yeux de Bud, Etno et Gorgious et les blesse grièvement. Etno décide de trouver l'antidote. Après un échec durant une nuit, il décide de donner l'antidote à Candy pendant le jour. Celui-ci, pour les remercier, décide de préparer leur plat préféré, mais Candy confond la potion avec la vanille.

## Épisode 46:24H
Bud est envoyé pour se débarrasser du voisin qui vient de sonner. Hélas, dans sa précipitation, il casse le SMTV en se transformant.
Etno révèle alors un terrible inconvénient de sa machine : si Bud ne se retransforme pas dans 24 h, il restera pour toujours un humain. Etno commence à réparer le SMTV, il parvient à le remettre en état in extremis mais la machine se casse aussitôt : ce qui veut dire que Bud est définitivement un humain. Il commence à chercher un chien imaginaire, il ouvre le frigo sans raison, il se renifle les mains, il gaspille de l'eau et il reste 15 min 37 s aux WC.
Candy décide d’aller lui parler, mais Bud le prend pour sa femme et est terrorisé lorsqu'il le voit.

## Épisode 48:Gribouillages
Bud remarque qu'un enfant en dessin s'est perdu dans la maison. À l'exception de Gorgious (qui a d'ailleurs suggéré de le gommer), tous décident de l'adopter. Bud se lie d'amitié avec le dessin, mais ce dernier semble être seul, loin de sa petite créatrice, la fillette blonde.
Candy, Gorgious et Etno décident de le ramener mais Bud s'y oppose violemment. Après l'avoir mis à l'écart en lui demandant de se reposer, ils découvrent qu'il y a trois maisons dans lesquelles pourraient se trouver la créatrice. Candy va à la première maison mais il se fait massacrer par les jumeaux qui y vivent. Gorgious tente de trouver le dessin dans la seconde maison mais pour avoir maltraité le petit garçon, il se fait massacrer à son tour par son chien.
Sur le dessin du petit garçon de la deuxième maison, il y a Oggy, les cafards et Jack apparus dans la série Oggy et les Cafards.
Les patronymes des familles auxquelles Candy, Gorgious et Etno rendent visite sont ceux de personnalités familières du studio Xilam : François Reczulski, Charles Vaucelle et Hugo Gittard.

## Épisode 50:Les marins de l'espace
Exténués après le départ d'une bande d'humains hippies, les Zinzins décident de s'exiler avec leur maison en pleine mer. Mais un vieux naufragé sonne à la porte accompagné de Bernard, son crabe de compagnie, et de sa femme Simone, une figure de proue en forme de sirène.
Au début de l'épisode, on peut voir l'apparition des trois cafards Dee-Dee, Marky et Joey de la série Oggy et les Cafards.

## Épisode 52:Le Zinzin Show
On peut voir Oggy le chat bleu et sa sœur Monica la chatte bleue apparues sur l'écran de télévision regardé par les Zinzins, cela fait référence à la série Oggy et les Cafards.